# 帕纳约蒂斯·皮克拉梅诺斯
帕纳约蒂斯·皮克拉梅诺斯（羅馬化：Panagiótis Pikramménos, [panaˈʝotis pikraˈmenos]；1945年7月26日—）是一位希腊法官。在2012年5月希腊议会选举中没有政党获得多数席位，组建联合政府也失败。皮克拉梅诺斯被总统卡罗洛斯·帕普利亚斯任命为临时政府总理，任期从5月16日开始。新政府的唯一任务是领导国家在6月17日再次举行议会选举，其選舉已順利結束，並且也於6月20日因新總理順利產生而結束任期。